# Princesses d'ivoire et d'ivresse
Princesses d’ivoire et d’ivresse est un recueil de contes écrit par Jean Lorrain, et publié en 1902, quatre ans avant sa mort. Appartenant à la mouvance fin de siècle, ces contes sont en fait des « contes cruels » présentant le monde de l'enfance perverti par un immoralisme triomphant.

## Caractéristiques de l'œuvre
Caractéristiques traditionnelles du conte
Dès sa préface, l’auteur évoque des personnages à la beauté de « madones avec leur blancheur immaculée aux vêtements de brocarts d’argent et de satins luisants bossués de perles ». Ainsi, une certaine esthétique de la femme est mise en valeur, les princesses sont de belles jeunes femmes pourvues de qualités enchanteresses, dévoilant leur chevelure de ténèbres « blondes » ou « rousses ». Lorrain plonge le lecteur dans une atmosphère de volupté, de richesses et de sensualité.
Puisant son inspiration à travers les âges et les époques, tels le Moyen Âge, l’Italie et le Danemark, avec des personnages comme Illys, Mandosiane, Oriane, ou encore Mélusine, Lorrain nous plonge dans des univers merveilleux et fantastique.
L'inversion du conte
Cependant, l’atmosphère féerique se trouve retournée, la beauté surnaturelle des fées laisse place à la laideur et la corruption ; l’auteur s’inscrit parfaitement dans la lignée des décadents, inversant la fin heureuse traditionnelle du conte en obscurcissant les miroirs et travestissant le genre en intégrant une atmosphère de morbide et mélancolique dans ce monde féerique.
La cruauté, thème décadent par excellence, illustre bien ce retournement. Dans le monde de Jean Lorrain, elle tient une place prépondérante, et l’ivresse provient du sang et de la mort. La femme cruelle s’allie à la luxure, Audovère et Imogine sont perverses et sanguinaires.
Au moment où l’on s’attend à voir apparaître un prince charmant venant délivrer son aimée, arrive un homme qui punit : Andovère est châtiée par le Christ, Simonetta par son mari et Oriane par Amadis. Aussi, dans cette œuvre, les registres s’entrecroisent, on trouve un univers dans lequel se mêlent un climat d’épouvante et l’épanouissement du bonheur. Lorrain se rapproche beaucoup plus d’Andersen que de Perrault.

## Structure du recueil
Le recueil se divise en cinq grandes parties :
- Princesses d’ivoire et d’ivresse
- Princes de nacre et de caresse
- Princesses d’ambre et d’Italie
- Masques dans la tapisserie
- Contes de givre et de sommeil

Ce recueil reprend deux récits précédemment publiés par l'auteur : La Princesse sous verre chez Jules Tallandier en 1896 et Princesse d'Italie chez Borel en 1898. 
Ce recueil a été réédité plusieurs fois par Ollendorff, puis partiellement en 1980 dans la collection les Maîtres de l'étrange et de la peur (choix et bibliographie par Francis Lacassin), et enfin en 1993 chez Séguier, dans la « Bibliothèque Décadente », avec une présentation de Jean de Palacio  (ISBN 2-84049-002-1).